# Primera División Femenina de baloncesto 1990-91
La temporada 1990-91 de la Liga Femenina fue la 28ª temporada de la liga femenina de baloncesto. Se disputó entre 1990 y 1991, culminando con la victoria de Dorna Godella.

## Sistema de competición

### Primera fase
- Dos grupos de 8 equipos donde juegan todos contra todos los de su grupo a dos vueltas.
- Los cuatro primeros de cada grupo se clasifican para el Grupo A-1.
- Los cuatro últimos de cada grupo se clasifican para el Grupo A-2.

### Segunda fase
- Dos grupos de 8 equipos cada uno, donde juegan todos contra todos los de su grupo a dos vueltas.
- El campeón del Grupo A-1 se proclama campeón de liga.
- Los dos últimos del Grupo A-2 descienden directamente a Primera División B.

## Primera fase

### Grupo Impar
| Pos. | Equipo            | PJ | G  | P  | PF   | PC   | DP   | Pts | Clasificación o descenso      |
| ---- | ----------------- | -- | -- | -- | ---- | ---- | ---- | --- | ----------------------------- |
| 1    | Xerox Vigo        | 14 | 14 | 0  | 1080 | 788  | +292 | 28  | Clasifican al grupo Grupo A-1 |
| 2    | Banco Zaragozano  | 14 | 11 | 3  | 1135 | 873  | +262 | 25  | Clasifican al grupo Grupo A-1 |
| 3    | Pryca Manresa     | 14 | 9  | 5  | 1038 | 1033 | +5   | 23  | Clasifican al grupo Grupo A-1 |
| 4    | Canoe N. C.       | 14 | 8  | 6  | 1101 | 987  | +114 | 22  | Clasifican al grupo Grupo A-1 |
| 5    | Magefesa Xuncas   | 14 | 7  | 7  | 932  | 883  | +49  | 21  | Clasifican al grupo Grupo A-2 |
| 6    | CD Donosti        | 14 | 3  | 11 | 947  | 1134 | −187 | 17  | Clasifican al grupo Grupo A-2 |
| 7    | Compañía de María | 14 | 2  | 12 | 976  | 1214 | −238 | 16  | Clasifican al grupo Grupo A-2 |
| 8    | GEiEG             | 14 | 2  | 12 | 885  | 1182 | −297 | 16  | Clasifican al grupo Grupo A-2 |

 Fuente: BRD

### Grupo Par
| Pos. | Equipo                 | PJ | G  | P  | PF   | PC   | DP   | Pts | Clasificación o descenso      |
| ---- | ---------------------- | -- | -- | -- | ---- | ---- | ---- | --- | ----------------------------- |
| 1    | Dorna Godella          | 14 | 13 | 1  | 1020 | 850  | +170 | 27  | Clasifican al grupo Grupo A-1 |
| 2    | Banco Exterior         | 14 | 11 | 3  | 1036 | 858  | +178 | 25  | Clasifican al grupo Grupo A-1 |
| 3    | CB Navarra             | 14 | 8  | 6  | 908  | 880  | +28  | 22  | Clasifican al grupo Grupo A-1 |
| 4    | Caja Segovia           | 14 | 7  | 7  | 993  | 1017 | −24  | 21  | Clasifican al grupo Grupo A-1 |
| 5    | Universitari Barcelona | 14 | 7  | 7  | 973  | 952  | +21  | 21  | Clasifican al grupo Grupo A-2 |
| 6    | Cepsa Tenerife         | 14 | 6  | 8  | 878  | 932  | −54  | 20  | Clasifican al grupo Grupo A-2 |
| 7    | Sandra Gran Canaria    | 14 | 3  | 11 | 901  | 1023 | −122 | 17  | Clasifican al grupo Grupo A-2 |
| 8    | Club Juven             | 14 | 1  | 13 | 830  | 1027 | −197 | 15  | Clasifican al grupo Grupo A-2 |

 Fuente: BRD
Notas:
1. ↑  El Banco Exterior es un equipo creado por la FEB para preparar jugadoras con motivo de los Juegos Olímpicos de Barcelona 1992 con sede en Madrid. Este club participa fuera de concurso, con lo cual para la clasificación oficial se no tiene en cuenta.

## Segunda fase

### Grupo A-1
| Pos. | Equipo           | PJ | G  | P  | PF   | PC   | DP   | Pts | Clasificación o descenso |
| ---- | ---------------- | -- | -- | -- | ---- | ---- | ---- | --- | ------------------------ |
| 1    | Dorna Godella    | 14 | 12 | 2  | 1085 | 945  | +140 | 26  | Campeón                  |
| 2    | Banco Exterior   | 14 | 11 | 3  | 1155 | 912  | +243 | 25  |                          |
| 3    | Xerox Vigo       | 14 | 10 | 4  | 954  | 850  | +104 | 24  |                          |
| 4    | Canoe N. C.      | 14 | 10 | 4  | 1045 | 1072 | −27  | 24  |                          |
| 5    | Banco Zaragozano | 14 | 6  | 8  | 937  | 999  | −62  | 20  |                          |
| 6    | Pryca Manresa    | 14 | 3  | 11 | 953  | 1153 | −200 | 17  |                          |
| 7    | CB Navarra       | 14 | 2  | 12 | 904  | 993  | −89  | 16  |                          |
| 8    | Caja Segovia     | 14 | 2  | 12 | 807  | 1117 | −310 | 16  |                          |

 Fuente: BRD
Notas:
1. ↑  El Banco Exterior es un equipo creado por la FEB para preparar jugadoras con motivo de los Juegos Olímpicos de Barcelona 1992 con sede en Madrid. Este club participa fuera de concurso, con lo cual para la clasificación oficial se no tiene en cuenta.

### Grupo A-2
| Pos. | Equipo                 | PJ | G  | P  | PF   | PC   | DP   | Pts | Clasificación o descenso        |
| ---- | ---------------------- | -- | -- | -- | ---- | ---- | ---- | --- | ------------------------------- |
| 1    | Cepsa Tenerife         | 14 | 12 | 2  | 1001 | 865  | +136 | 26  |                                 |
| 2    | Universitari Barcelona | 14 | 10 | 4  | 1007 | 979  | +28  | 24  |                                 |
| 3    | Sandra Gran Canaria    | 14 | 9  | 5  | 1082 | 948  | +134 | 23  |                                 |
| 4    | Magefesa Xuncas        | 14 | 8  | 6  | 982  | 888  | +94  | 22  |                                 |
| 5    | Compañía de María      | 14 | 8  | 6  | 1092 | 1080 | +12  | 22  |                                 |
| 6    | Club Juven             | 14 | 6  | 8  | 966  | 953  | +13  | 20  |                                 |
| 7    | CD Donosti             | 14 | 3  | 11 | 978  | 1133 | −155 | 17  | Descenso a Primera División "B" |
| 8    | GEiEG                  | 14 | 0  | 14 | 833  | 1115 | −282 | 14  | Descenso a Primera División "B" |

 Fuente: BRD

## Postemporada
- Campeonas de la Primera División Femenina 1990-91: Dorna Godella (1er título).
- Campeonas de la Copa de la Reina 1990-91: Dorna Godella (1er título).
- Clasificadas para Copa de Europa de Campeonas 1991-92: Dorna Godella.
- Clasificadas para Copa Ronchetti 1991-92: Xerox Vigo y Banco Zaragozano.
- Descendidas a Primera División B:  GEiEG y CD Donosti.
- Ascendidas de Primera División B:  Reus Ploms.